# Рамузан
Рамуза́н (фр. Ramouzens) — коммуна во Франции, находится в регионе Юг — Пиренеи. Департамент — Жер. Входит в состав кантона Оз. Округ коммуны — Кондом.
Код INSEE коммуны — 32338.

## География

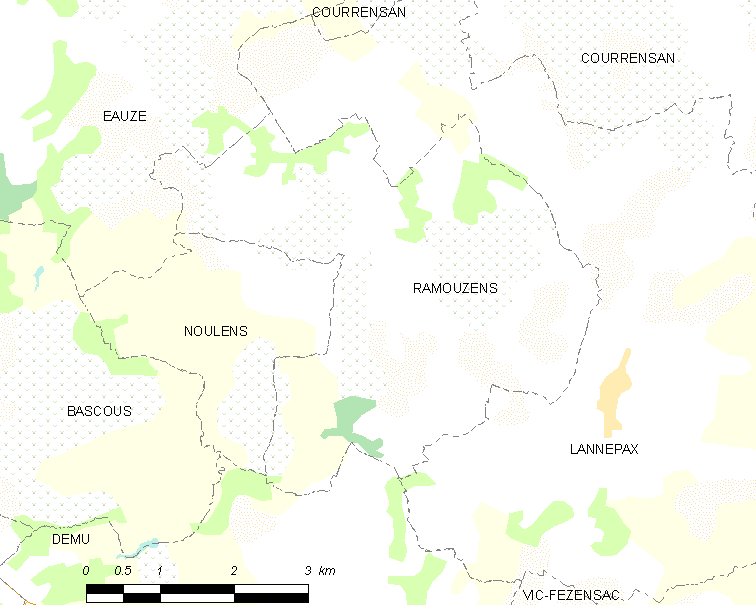
Карта коммуны

Коммуна расположена приблизительно в 590 км к югу от Парижа, в 105 км западнее Тулузы, в 38 км к северо-западу от Оша.
На северо-западе коммуны протекает река Желиз.

## Климат
Климат умеренно-океанический. Лето жаркое и немного дождливое, температура часто превышает 35 °С. Зимой часто бывает отрицательная температура и ночные заморозки. Годовое количество осадков — 700—900 мм.

## Население
Население коммуны на 2010 год составляло 145 человек.
| 1962 | 1968 | 1975 | 1982 | 1990 | 1999 | 2010 |
| ---- | ---- | ---- | ---- | ---- | ---- | ---- |
| 249  | 218  | 191  | 193  | 193  | 175  | 145  |

## Администрация
| Период | Период | Фамилия  | Партия | Примечания |
| ------ | ------ | -------- | ------ | ---------- |
| 2001   | 2020   | Ален Бак |        |            |

## Экономика
В 2010 году среди 83 человек трудоспособного возраста (15-64 лет) 62 были экономически активными, 21 — неактивными (показатель активности — 74,7 %, в 1999 году было 75,7 %). Из 62 активных жителей работали 59 человек (38 мужчин и 21 женщина), безработных было 3 (1 мужчина и 2 женщины). Среди 21 неактивных 5 человек были учениками или студентами, 8 — пенсионерами, 8 были неактивными по другим причинам.